# Ragnar Dromberg
Ragnar Dromberg, född 20 februari 1928 i Hallen, Jämtland , död 4 maj 2012 i Nacka, var en svensk diplomat. 

## Biografi
Ragnar Drombergs föräldrar var hemmansägaren i Hallens socken, Olof Andersson och hans hustru Lucia, född Jakobsson. 
Han avlade studentexamen vid Östersunds högre allmänna läroverk samt filosofisk ämbetsexamen vid Uppsala universitet 1954. Under uppsalatiden var han redaktör för kårtidningen Ergo 1954 samt ordförande för Uppsala studentkår 1955. 
Sin yrkeskarriär inledde Dromberg som attaché och ambassadsekreterare i Moskva 1957–1960 och var därefter ambassadsekreterare i Canberra 1960–1962, departementssekreterare på Utrikesdepartementet 1963–1968, 1:e ambassadsekreterare i Paris 1969–1971 samt exekutivsekreterare i riksdagens interparlamentariska grupp 1971–1979. Han var därefter Sveriges ambassadör i Hanoi 1980–1984 och i Budapest 1985–1989 samt slutligen generalkonsul i Marseille 1990–1993.
Ragnar Dromberg är gravsatt på Nacka norra kyrkogård.